# Stomphastis rorkei
Stomphastis rorkei är en fjärilsart som beskrevs av Lajos Vári 1961. Stomphastis rorkei ingår i släktet Stomphastis och familjen styltmalar.
Artens utbredningsområde är:
- Namibia.
- Zimbabwe.

Inga underarter finns listade i Catalogue of Life.